# 바그너역
바그너역(이탈리아어: Wagner)은 밀라노 지하철 1호선의 역이다. 1966년에 문을 열었으며 바그너 광장(Piazza Wagner)에 위치해 있다.

## 역사
이 역은 원래 파가노-감바라 지선의 역 중 하나로 만들어졌다. 그러다가 1966년 4월 2일부터 영업을 시작했다.

## 시설
이 역에는 다음과 같은 시설이 있다.
- 에스컬레이터
- 승차권 자동 판매기
- 역 감시카메라

## 같이 보기
- 피에몬테 광장

| 밀라노 지하철         | 밀라노 지하철       | 밀라노 지하철      |
| --------------------- | ------------------- | ------------------ |
| 파가노 세스토 1º 마조 | 밀라노 지하철 1호선 | 데 안젤리 비셸리에 |